# Megathiris detruncata
Megathiris detruncata är en armfotingsart som först beskrevs av Gmelin 1790.  Megathiris detruncata ingår i släktet Megathiris och familjen Megathyrididae. Inga underarter finns listade i Catalogue of Life.